# Widin

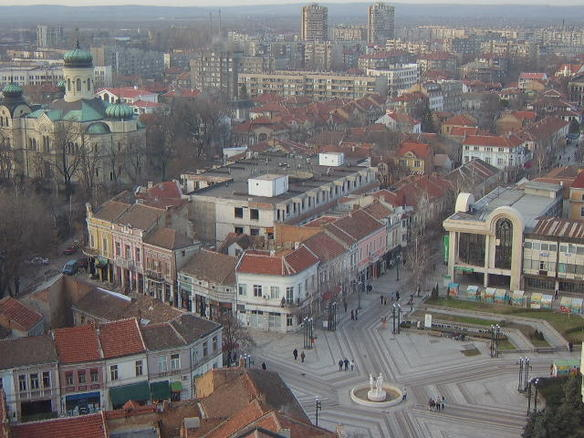
Stadtzentrum

Widin [ˈvidin] (bulgarisch Видин, rumänisch Diiu, geläufige Transkription Vidin, im 19. Jahrhundert und manchmal noch heute als Widdin) ist eine Stadt im äußersten Nordwesten Bulgariens und das administrative Zentrum der gleichnamigen Oblast Widin und der Gemeinde Widin. Weiterhin ist Widin Sitz der bulgarisch-orthodoxen Diözese von Widin.
Die Stadt entwickelte sich aus der keltischen Siedlung Dunonija. Später bauten die Römer ihre Festung Bononia ganz in der Nähe. Sie wurde zu einer bedeutenden Stadt in der römischen Provinz Moesia (Mösien). Diese Provinz umfasste das heutige Nordwestbulgarien und Serbien. In den folgenden Jahrhunderten wechselten sich verschiedene Herrscher ab, darunter Osmanen und bulgarische Zaren. Der sozialistischen Zeit im 20. Jahrhundert folgte ab 1990 die Zugehörigkeit zur demokratischen Republik Bulgarien. Über die Festung Bononia ist die Stadt seit 2012 mittelbare Namensgeberin für die Bononia Cove, eine Bucht von Nelson Island in der Antarktis.

## Geografie

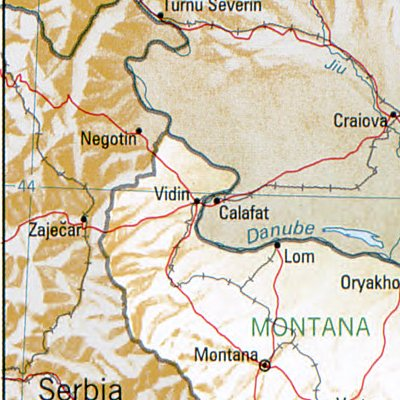
Widin in Bulgarien. Nachbarorte: Lom, Montana, Calafat, Negotin, Zaječar, Craiova, Turnu Severin

Widin liegt an der Grenze zwischen Bulgarien und Rumänien am rechten Ufer der Donau und besaß bis 2013 mit der zwei Kilometer nordöstlich des Stadtzentrums gelegenen Fährverbindung Widin-Calafat einen wichtigen Grenzübergang zu Rumänien. Etwas weiter außerhalb wurde die zweite Donaubrücke (Donaubrücke 2), nach der Freundschaftsbrücke in Russe, zwischen beiden Ländern errichtet. Der Bau begann im Frühjahr 2008 und wurde im Juni 2013 eröffnet.
Zur Hauptstadt Sofia gibt es eine Fernverkehrsstraße und eine direkte Bahnlinie.
Die Stadt ist halbkreisförmig angelegt und zur Donau ausgerichtet. Es gibt drei Häfen:
- Widin-Nord (Donaukilometer 793,500 bis 793,800),
- Widin-Zentrum (Passagierterminal) (Donaukilometer 789,900 bis 791,300),
- Widin-Süd (Donaukilometer 785 bis 785,200).

Der Hafen in Widin ist ein Freihafen.

## Geschichte

### Stadtname
Die Byzantiner nannten die Stadt Widini, die Bulgaren Badin (bulg. Бъдин) oder Bdin (bulgarisch Бдин), die Slawen Pidin, die Magyaren Budin. In einem römischen Reiseführer wird auch der Name Ad Malum verwendet, was feste oder gute Festung bedeutet. Auf geografischen Karten des 15. und 16. Jahrhunderts sind die Namen Widin, Pidin, Bidin, Bodin, Bodony, Kiradenum oder auch Bischiteri zu finden.

### Erste Besiedlungen ab der Steinzeit
Eine Siedlung vom Ende der Steinzeit und aus der Kupferzeit (5000–3000 v. Chr.) wurde 1,5 km nordwestlich von Widin entdeckt, in der Nähe der ehemaligen Keramikfabrik „Katjuscha“.
Am Ufer der Donau lebte der thrakische Stamm der Moesi. Funde aus der thrakischen Zeit wurden in Widin in einer Tiefe von 5 bis 6 Meter in der Altstadt (Stadtviertel Kaleto – das zentrale Stadtviertel von Widin) gemacht. Diese Funde datieren aus dem 6. Jahrhundert v. Chr. Die Thraker lebten während der Bronze- und Eisenzeit in der Region. Ihre Siedlung lag am höchsten Punkt der heutigen Stadt, am Ufer der Donau.
Der Feldzug des makedonischen Königs Philipp II. (um 382–336 v. Chr.) gegen die Moesi war erfolglos, er erlitt eine Niederlage. Sein Sohn Alexander der Große hatte jedoch mehr Erfolg und machte sich die Donauregion untertan.

### Erste urkundliche Erwähnung als Dunonia und Eroberung durch die Römer
Die erste schriftliche Erwähnung der Stadt stammt aus dem 3. Jahrhundert v. Chr., als das Gebiet im Besitz der Kelten und Thraker war. Zu dieser Zeit trug die Siedlung den Namen Dunonia, was „hoher und befestigter Platz“ bedeutet. An dieser Stelle entstand später, im 1. Jahrhundert n. Chr., die römische Befestigung und die Stadt Bononia. Die Römer haben offensichtlich den keltischen Namen der Siedlung nur modifiziert. Bereits damals gab es eine Festung aus solidem Stein. Die Stadt gehörte nacheinander zu den römischen Provinzen Moesia, Moesia superior, (Obermösien) und Dacia ripensis.
Die Römer eroberten die thrakischen Gebiete nördlich des Balkangebirges bis zur Donau um die Zeitenwende. Ab der Mitte des 1. Jahrhunderts begann der Bau des Donaulimes und der Aufbau einer Donauflotte.
Aus strategischen Gründen wurde die Provinz Moesia im Jahre 86 in die Provinzen Moesia superior und Moesia inferior (Niedermösien) aufgeteilt. Ein Wendepunkt für die Römer war der siegreiche Abschluss der Dakerkriege im 2. Jahrhundert. Damit verschob sich die Grenze des Römischen Reiches weiter nach Norden, jenseits der Donau und von dieser weg. Eine relativ stabile Periode dauerte bis zum 3. Jahrhundert, als die Einfälle der Hunnen und Awaren begannen. Rom konnte die Gebiete nördlich der Donau nicht halten und unter Kaiser Aurelian verloren die Römer im Jahre 272 die Macht über Dakien. Die Grenze des Römischen Reiches verschob sich wieder nach Süden bis zur Donau. Unter Kaiser Diokletian (Herrschaftszeit 284–305) wurden verschiedene militärisch-administrative Reformen durchgeführt. Eine der neu gebildeten Provinzen war Dacia ripensis mit der Hauptstadt Ratiaria in der Region Widin. Die Provinz war großangelegt. Nach Norden reichte sie bis zur Donau, wobei sie auch die Gebiete um die Stadt Drobeta Turnu Severin umfasste, nach Süden reichte die Provinz bis zum Balkangebirge, im Westen wurde sie von der Wasserscheide der Flüsse Timok und March begrenzt und im Osten vom Fluss Vit (lat. Utus). In der Provinz Dacia ripensis wurden zahlreiche Truppen stationiert und die römische Donauflotte (Classis Pannonica) wurde reorganisiert. Nach der Notitia dignitatum wurden die Festungen Bononia und Dorticum (bei dem Dorf Wraw, bulg. Връв) zu ständigen Militärlagern umfunktioniert und mit Kavallerie ausgestattet. Die Maßnahmen zum Schutz des Donaugebietes zeigten gewisse Erfolge. Die Region Widin wurde zu einer der Kornkammern des Imperiums.
In der Spätantike (4. bis 6. Jahrhundert) drangen viele Stämme über die Donau in die römische Provinz ein. Einfälle der Goten erschütterten in der ersten Hälfte des 4. Jahrhunderts das Byzantinische Reich. An den Einfällen waren auch die Slawen beteiligt, die sich später südlich der Donau niederließen. Der Versuch von Kaiser Justinian I. (527–565), sie aufzuhalten, indem er die zerstörten Festungen entlang der Grenze wieder aufbauen ließ, waren erfolglos. Die Awaren verwüsteten 586/587 die Provinz Dacia ripensis und zerstörten viele Festungen. Darunter befanden sich auch die Festungen Ratiaria und Bononia.

### Frühes Mittelalter: Widin als Teil des Ersten Bulgarischen Reichs
Bis zum 11. Jahrhundert hieß die Stadt Badin und danach Bdin (bulgarisch Бъдин Badin). Der erste bekannte Herrscher von Bdin war Glad. Er hatte den Titel eines Tarkhan oder Comes. Er war protobulgarischen Ursprungs und beherrschte ein großes Gebiet zu beiden Seiten der Donau, bis zum Fluss Mureș (heute in Ungarn und Rumänien) hinauf. Er lebte Anfang des 10. Jahrhunderts und wurde im Zusammenhang mit kriegerischen Auseinandersetzungen zwischen den Bulgaren und den Ungarn im Zeitraum 903–907 erwähnt. In der anonymen Chronik „Die Taten der Ungarn“ werden militärische Zusammenstöße von Glad mit den Ungarn beschrieben. Aus der Chronik geht hervor, dass Glad alleine mit seinen Truppen kämpfte, ohne eine Unterstützung der Zentralmacht, und dass er bevollmächtigt war, selbständig Friedensverträge abzuschließen.
Bevor Samuil Zar der Bulgaren wurde, war er sehr wahrscheinlich Herrscher der Region Bdin, wofür die folgende Indizien sprechen:
- Bei der Flucht von Boris II. und Roman, den Söhnen von Peter I., aus Konstantinopel nach Bulgarien im Jahre 976 wurde Zar Boris II. an der Grenze zu Bulgarien erschlagen, da er byzantinische Kleidung trug und nicht erkannt wurde, während sich Roman nach Widin retten konnte. Zu dieser Zeit waren die vier Söhne von Comes Nikola die Herrscher Bulgariens. Jeder von ihnen regierte einen Teil Bulgariens (Erstes Bulgarisches Reich). Die Brüder Mojsej und Dawid herrschten im Süden und Südwesten. Aron herrschte in der Region um Sofia. Folglich ist es sehr wahrscheinlich, dass Samuil in Widin herrschte und dass Roman Schutz bei den Söhnen von Nikola gesucht hat.

- Nach Angaben eines byzantinischen Chronisten war Samuil der Herrscher über die Region Widin.

Es lässt sich nicht sagen, was geschah, nachdem Roman Widin erreichte. Nach einer gewissen Zeit wurde Samuil Zar der Bulgaren. Er unterhielt gute diplomatische Beziehungen zum ungarischen Königreich. Sein Sohn Gawril Radomir wurde mit der Tochter des ungarischen Königs Géza verheiratet.
Im Jahr 1003 wurde Widin acht Monate durch die Truppen des byzantinischen Kaisers Basileios II. belagert und dann eingenommen. Die Verteidigung wurde von Gawril Radomir geleitet, dem Sohn von Samuil. Diese Ereignisse wurden von dem byzantinischen Chronisten Johannes Skylitzes beschrieben. Die Bewohner verteidigten sich gegen das Griechische Feuer, eine gefürchtete Brandwaffe, indem sie es in Tongefäßen auffingen und somit die Ausbreitung verhinderten. Auch danach wurde Widin noch mehrmals eingenommen.

### 13. Jahrhundert: Widin wird Teil des Zweiten Bulgarischen Reichs
Im Jahr 1213 brach in Widin ein Aufstand gegen Zar Boril aus. Mit Hilfe des ungarischen Königs Andreas II., der seinen Župan Joakim schickte, wurde der Aufstand niedergeschlagen.
In den 1230er Jahren suchte der russische Fürst Jakow Swetoslaw (gest. 1275) in Widin Zuflucht, nachdem er vor den Angriffen der Mongolen bzw. Tataren auf die russischen Fürstentumer fliehen musste. Als bulgarischer Boljarin erlangte er eine hohe Stellung in der bulgarischen Gesellschaft. 1258/1259 heiratete er die Enkelin von Iwan Assen II. (die Tochter des byzantinischen Kaisers Theodor II Dukas Laskaris und Elena Assenina von Bulgarien). Jakow Swetoslaw unterstützte den Zaren Konstantin Tich Assen in seinem Kampf gegen den Thronanwärter Mizo Assen. Für diese Unterstützung erhielt er den Titel Despot von Widin, was der zweithöchste Titel nach dem Zarentitel war. Später gelang es ihm, durch Lavieren in den diplomatischen Beziehungen mit den bulgarischen Zaren in Tarnowo und dem ungarischen Königreich zu einem der aussichtsreichsten Thronanwärter auf den bulgarischen Thron aufzusteigen. Er begann Kupfermünzen mit dem Bild des Heiligen Demetrios zu prägen, dem Beschützer des Hauses der Assenen. Wahrscheinlich wurde dieser Heilige schon damals in der Stadt Widin verehrt. Später errichteten die Bewohner ihm zu Ehren eine Kirche. Die Politik von Fürst Jakow Swetoslaw war so erfolgreich, dass er zur Bedrohung für Maria Palaiologa (Frau und Mitregentin von Konstantin Tich Assen, nach dessen Tod jedoch Regentin) wurde, die ihn dann um das Jahr 1276 vergiftete.
Von den Schischmaniden beherrscht

Das Königreich Widin und das Tarnower Bulgarenreich zur Zeit von Zar Iwan Alexander

Im 13. und 14. Jahrhundert war Widin die Hauptstadt des Hauses Schischman, einer der bulgarischen Boljarenfamilie und Zarendynastie des Mittelalters und einer Nebenlinie der Dynastie der Assenen. Sie herrschten nicht nur über das bulgarische Reich in Tarnowo, sondern konnten sich abspalten und das Königreich Widin gründen.
Die Dynastie der Schischmaniden stammte vom Boljaren Schischman I. ab, der als Despot die Region um Widin von 1280 bis 1312/1313 beherrschte. Er war mit der Enkelin des bulgarischen Zaren Iwan Assen II. verheiratet. Der Vater von Schischman war der Sebastokrator Petar, seine Mutter Anna-Teodora war die Tochter des bulgarischen Zaren Iwan Assen II. aus dem Hause Assen.
Schischman war vom bulgarischen Zaren unabhängig, jedoch unterstand er dem tatarischen Khan Nogai. Auf Drängen von Khan Nogai unternahm Despot Schischman 1292 einen Feldzug gegen Serbien, bei dem sie das Kloster Žiča (heute: Okrug Raška) niederbrannten. Dieses Kloster war das spirituelle Zentrum des serbischen Mittelalters. Danach gelang es dem serbischen König Stefan Uroš II. Milutin, die Schischmanen zu schlagen und sogar Bdin einzunehmen. Erst durch Vermittlung von Khan Nogai wurde die Macht der Schischmanen wiederhergestellt. Der Friedensvertrag zwischen Milutin und Schischman wurde durch Heiratspolitik bekräftigt. Khan Nogai heiratete die Tochter eines großen serbischen Herrschers (Župan) und der Sohn von Michail Schischman heiratete die Tochter des serbischen Königs Stefan Uroš II., Anna Neda.
Chroniken aus dem Jahre 1308 weisen Widin als Hauptstadt Bulgariens aus und die Donau als ein Fluss, der mitten durch Bulgarien fließt. Zu dieser Zeit hatte der Despot Schischman seinen Sohn Michail Schischman als Mitherrscher. Eventuell war auch sein anderer Sohn Belaur Schischmans Mitherrscher. Der Despot Schischman ist der Begründer der bulgarischen Zarenfamilie und Herrscherdynastie des Mittelalters – das Haus Schischman und einer Nebenlinie der Dynastie der Asseniden.
Michail III. Schischman Assen (geb. um 1280), der Sohn des Despoten Schischman aus erster Ehe, wurde 1308 Mitherrscher seines Vaters in der Region Bdin. Er trug den Titel Despot, den er wahrscheinlich vom bulgarischen Zaren Theodor Swetoslaw erhalten hatte, der sein Cousin war. Nach dem Ende der Dynastie der Terter wurde Michail III. im Jahr 1323 zum bulgarischen Zaren gewählt und blieb es bis 1330. Um die Verbindung seines Geschlechts mit der Dynastie der Assenen zu unterstreichen, nahm er den Beinamen Assen an. Im Jahr 1324 trennte er sich von seiner Frau Anna Neda und verbannte sie zusammen mit ihren Kindern, auch dem Thronfolger Iwan Stefan, in ein Kloster. Danach heiratete Michael die Tochter des byzantinischen Kaisers Andronikos III. (die Witwe von Zar Theodor Swetoslaw), was seine Position als Herrscher stärkte. Zar Michail III. Schischman Assen starb im Kampf gegen die Serben am 28. Juni 1330 in der verlorenen Schlacht bei Welbaschd (heute Kjustendil).
Belaur, der Bruder von Michail III. Schischman, wurde sehr wahrscheinlich 1324 Herrscher der Region Widin. Er war unter den Boljaren, die mit dem serbischen König Stefan Uroš III. Dečanski nach der verlorenen Schlacht bei Welbaschd in Verhandlungen getreten waren. Diese Verhandlungen brachten Iwan Stefan und seine Mutter Anna Neda auf den bulgarischen Thron. Belaur war ein Befürworter des serbischen Einflusses und wurde der erste Berater des bulgarischen Zaren.
Ende des Winters 1331 wurde Iwan Alexander zum Zaren gekrönt. Belaur zettelte 1332 einen Aufstand gegen den neuen bulgarischen Zaren an und entriss 1332 die Region Widin der Zentralmacht in Tarnowo. Iwan Alexander konnte mit Hilfe der Tataren die Kontrolle über die Region vor 1337 wiederherstellen und den Aufstand niederschlagen. Über das weitere Leben von Belaur ist nichts bekannt. Nach dem Aufstand flohen Iwan Stefan, seine Mutter Anna Neda und ihre anderen Kinder (Michail, Schischman, Ljudowik), nach Dubrovnik (damals Serbien). Über ihr weiteres Schicksal ist nichts bekannt.
Iwan Strazimir, geboren um 1324/1325, war der zweite Sohn aus Zar Iwan Alexanders erster Ehe. Der Umsturz von 1331 hatte Zar Iwan Alexander auf den bulgarischen Thron gebracht. Um 1350/1351 ließ sich Zar Iwan Alexander von Iwan Strazimirs Mutter scheiden und ernannte seinen „erstgeborenen“ Sohn aus zweiter Ehe zum Thronnachfolger. Das verschlechterte seine Beziehung zu Iwan Strazimir, der sich dann 1356 zum unabhängigen Herrscher von Widin erklärte und den Titel „Zar der Bulgaren und Griechen“ annahm, unter schweigender Zustimmung von Zar Iwan Alexander.
Das Königreich Widin entsteht in der zweiten Hälfte des 14. Jahrhunderts
In den Jahren 1365 bis 1369 wurde das Königreich Widin von den Magyaren erobert. Zar Iwan Strazimir und seine Familie wurden nach Humnik (bulgarisch Хумник) in Kroatien verbannt. Nachdem er mit der Hilfe seines Vaters wieder zurückkehren konnte, verfolgte er seine eigene Politik, er trennte Widin vom Bulgarischen Reich ab und wurde absoluter Herrscher über den Stadtstaat Widin. 1369 vertrieb das vereinigte slawische Bulgarenreich die Ungarn mit Gewalt aus Widin. Zar Iwan Strazimir war nacheinander Vasall der Ungarn und der Osmanen. Er schloss sich den Kreuzrittern des ungarischen Königs Sigismund V. an, indem er ihnen die in Bdin stationierte Garnison der Osmanen übergab. Die Niederlage der Kreuzzügler bei Nikopol am 25. September 1396 führte zur Einnahme von Strazimirs Land durch die Osmanen im Jahre 1397. Der Zar wurde in die Stadt Bajasi Brusa (heute Bursa) nach Kleinasien verbannt, wo er wahrscheinlich starb.
Während des Zweiten Bulgarenreiches hat sich das Königreich von Zar Iwan Strazimir vom Tarnower Königreich abgetrennt und das Königreich von Widin (Königreich von Badin) begründet. Es bestand jedoch nur 32 Jahre – von 1364 bis 1396, bis auch dieser Teil Bulgariens von den Osmanen erobert wurde.
Unter ungarischer Herrschaft erhielt die Stadt den Namen Bodony. Die Besetzung dauerte nur bis 1393, dann fielen ganz Bulgarien und die umliegenden Gebiete an das Osmanische Reich.

### Das osmanische Widin (1396–1878)
Das bedeutete das Ende des Zweiten Bulgarenreiches. Widin blieb die einzige Region, die von den Bulgaren kontrolliert wurde und nicht von den eingedrungenen Osmanen. Die Osmanen setzten ihre Eroberungen in den Herrschaftsgebieten der Dobrudscha, Prilep und Welbaschd (heute Kjustendil) fort. Widins Unabhängigkeit dauerte jedoch nicht lange. 1396 stellte Strazimir Truppen, um den slawischen Nationen in ihrem Kampf gegen das Osmanische Reich beizustehen. Da die Osmanen die entscheidende Schlacht von Nikopolis (heute Nikopol) am 25. September 1396 gewannen, fiel Widin zur Strafe endgültig unter osmanische Herrschaft.
Die Herrschaft der Region Widin, nunmehr als Vasallen der Osmanen, wurde Konstantin II. Assen, dem Sohn von Iwan Strazimir, anvertraut. Gemeinsam mit seinem Cousin Fruschin (bulgarisch Фружин), Sohn des Zaren von Tarnowo Iwan Schischman, versuchte er, den zehn Jahre andauernden Machtkampf zwischen den Söhnen von Sultan Bayezid I. auszunutzen. Konstantin und Fruschin schlossen sich 1404 dem antiosmanischen Bündnis an, das von Sigismund V. angeführt wurde. Erneut führten sie 1408 die Bulgaren in den ehemaligen bulgarischen Königreichen von Widin und Tarnowo zum Aufstand, der allerdings fehlschlug. Konstantin behielt bis 1412 oder 1413 (nach einigen Quellen bis 1421) die Herrschaft über die Region Bdin. Er starb am 17. November 1422 in Belgrad.
Als Teil des Osmanischen Reiches war Widin ein wichtiges administratives und wirtschaftliches Zentrum. Von 1400 bis 1700 war der Ort Teil der Pufferzone zwischen dem Osmanischen Reich und dem Habsburger Reich. Widin wurde mehrmals von den Truppen der Habsburger eingenommen.
Widin zwischen dem 18. und 19. Jahrhundert

Karte von Widin (um 1750)

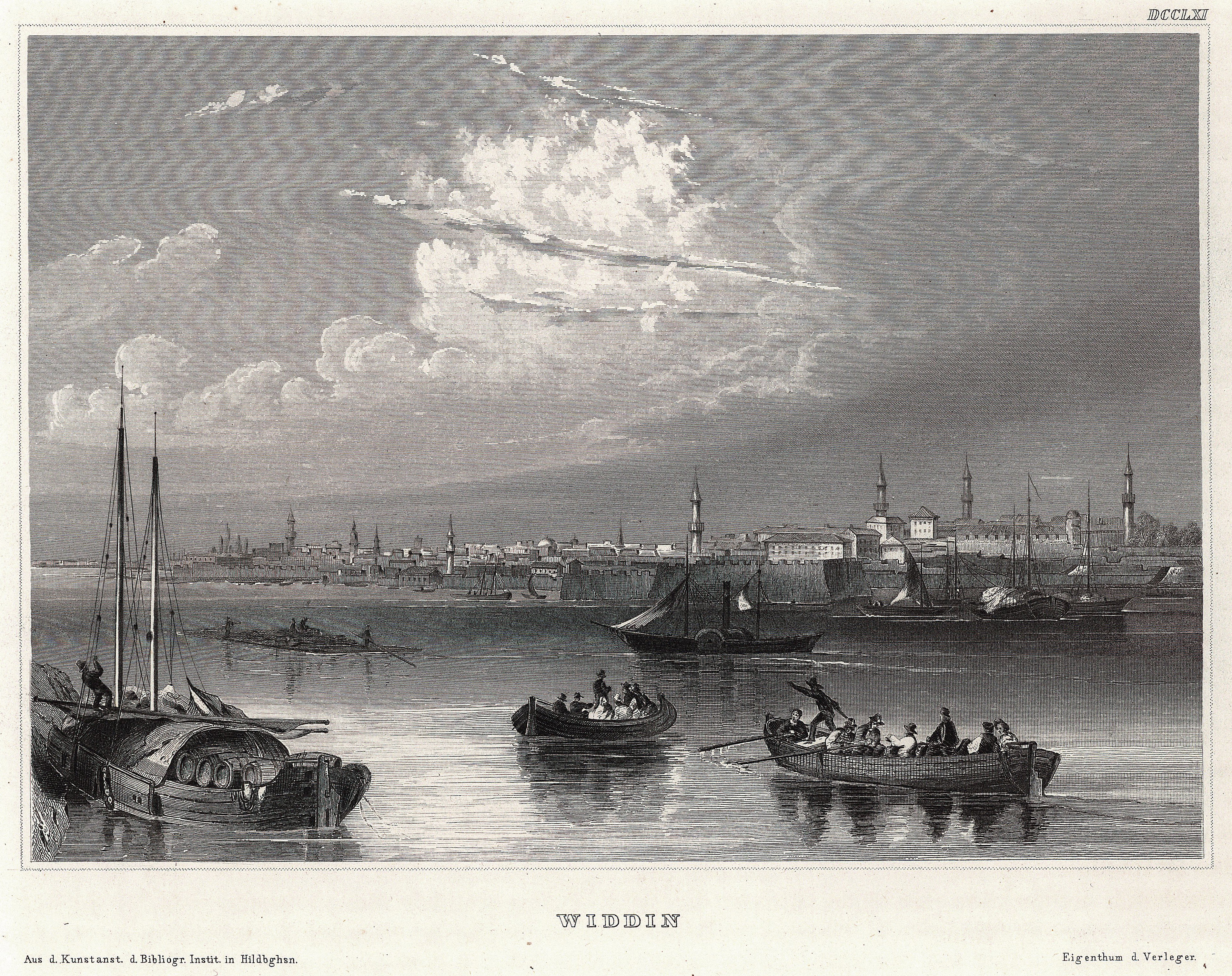
Blick auf Widin Mitte des 19. Jh.

Widin war zwischen 1773 und 1850 das Zentrum mehrerer Aufstände.
In den späten Jahren der osmanischen Herrschaft war Widin das Zentrum eines abtrünnigen Territoriums, das von Osman Pazvantoğlu beherrscht wurde, der bekannteste Herrscher der Region Widin während der osmanischen Herrschaft. Er entstammt einer reichen Familie aus Widin und wurde um 1758 geboren. Mehrere Male wurde er zusammen mit seinem Vater Jomer Paswantoglu ausgesiedelt. Es gelang ihm, der Zentralmacht in Istanbul ein großes Gebiet zu entreißen und sich von 1793 bis 1807 als unabhängiger Herrscher zu etablieren. Ende des 18. Jahrhunderts unternahm Sultan Selim III. drei Feldzüge gegen Widin und die Truppen von Widin. Zweimal belagerten sie die Stadt erfolglos. Aus der Zeit von Osman Paswantoglu sind in Widin militärische, religiöse und öffentliche Gebäude erhalten. Er starb im Februar 1807 in Widin.
Der wirtschaftliche Aufschwung von Widin kam mit der Zunahme der Donauschifffahrt, als ab der Mitte der 1830er Jahre im Hafen von Widin regelmäßig österreichische Dampfschiffe mit Waren und Passagieren festmachten. Hier erfolgte der Warenumschlag für ganz Westbulgarien und Makedonien.
Als 1866 das benachbarte Lom über eine Landstraße mit der Hauptstadt Sofia verbunden wurde, geriet Widin ins Hintertreffen. Der Hafen in Lom machte dem Hafen von Widin erfolgreich Konkurrenz und das Hinterland von Widin verfiel wirtschaftlich zusehends.

### Widin als Teil des Bulgarischen Fürstentums und Zarentums
Serbien versuchte in zwei Schlachten (1885 und 1913) – im Serbisch-Bulgarischen Krieg von 1885 und im Zweiten Balkankrieg von 1913 – die Stadt zu erobern.
Unabhängig von den politischen Querelen setzten zwei Überschwemmungen (1897 und 1942) der Stadt gewaltig zu. Viele Gebäude wurden zerstört oder unbewohnbar. Heute ist das Ufer ausreichend mit Dämmen gesichert.

### Widin in der Volksrepublik Bulgarien
In der sozialistischen Zeit, zur Zeit der Volksrepublik Bulgarien (1946–1990) erlebte Widin bis zum Ende der Planwirtschaft 1989 einen wirtschaftlichen Aufschwung als Industriestandort. Das bedeutendste Werk war das Chemiekombinat „Widlon“ für Kunstfasern (Polyacrylfasern) und Kunstseide. Zu diesem Chemiekombinat gehörte auch das Werk für Autoreifen „Wida“. In anderen Fabriken der Stadt wurden, wie schon seit der Industrialisierung Ende des 19. Jahrhunderts, Bewässerungsanlagen, Pumpen, Schneidwerkzeuge, Bekleidung, Nahrungsmittel und Möbel hergestellt.

## Bevölkerung

### Bevölkerungsstruktur und Dichte
Die Bevölkerungszahl nahm seit 1946 in ganz Bulgarien ab. Davon war die Oblast Widin besonders stark betroffen. Von 1946 bis 2008 hat sich die Bevölkerungszahl in der Oblast Widin halbiert. In vielen Gemeinden war eine Entvölkerung zu beobachten, 30 Prozent der Bevölkerung waren nicht mehr im arbeitsfähigen Alter.
Mit Stand von 2008 hatte die Oblast Widin mit 123.000 Einwohnern die geringste Bevölkerungszahl aller 28 Oblaste in Bulgarien, obwohl sie nach der Fläche den 15. Platz unter den Oblasten Bulgariens einnimmt. Diese starke Bevölkerungsabnahme ist in ganz Nordwestbulgarien zu beobachten und setzt sich noch immer fort. Die Bevölkerungsdichte in Bulgarien beträgt 70 Einwohner je km², während sie in der Oblast Widin 42 Einwohner je km² beträgt. Nur noch im Gebiet des Strandscha-Gebirges (Südostbulgarien) ist die Bevölkerungsdichte mit 12 Einwohnern je km² noch geringer.

### Einwohnerentwicklung
Die wechselnden Einwohnerzahlen resultieren teilweise auch aus dem jeweiligen Gebietsstand.
| Jahr   | Einwohner |
| ------ | --------- |
| 1934 ¹ | 18.740    |
| 1946 ¹ | 18.759    |
| 1956 ¹ | 24.170    |
| 1965 ¹ | 37.128    |
| 1975 ¹ | 53.529    |

| Jahr   | Einwohner |
| ------ | --------- |
| 1985 ¹ | 62.484    |
| 1992 ¹ | 62.691    |
| 1994 ³ | 64.428    |
| 1995 ³ | 63.560    |
| 1997 ³ | 61.968    |

| Jahr   | Einwohner |
| ------ | --------- |
| 2000 ³ | 59.399    |
| 2001 ¹ | 57.395    |
| 2003 ³ | 54.299    |
| 2007 ³ | 50.547    |
| 2009 ³ | 49.471    |

| Jahr   | Einwohner |
| ------ | --------- |
| 2011 ¹ | 48.071    |
| 2013 ³ | 46.068    |
| 2015 ³ | 43.595    |
| 2017 ³ | 42.195    |
| 2019 ³ | 40.620    |

Die Zahlen stammen von:
- Volkszählungen (¹),
- Schätzungen (²) oder
- amtlichen Fortschreibungen der Statistischen Ämter (³).

## Politik

### Bürgermeister
Bürgermeister von Widin ist seit 2011 Tsvetan Tsenkov.

### Stadtrat
Der Stadtrat von Widin besteht aus dem Oberbürgermeister und der nach Gemeindeordnung vorgesehenen Anzahl von 33 Stadtratsmitgliedern (2015 noch 37 Mitglieder). Alle vier Jahre wird der Stadtrat neu gewählt, die nächste Wahl ist 2023[veraltet]. Die Sitzverteilung des Stadtrats stellt sich seit der letzten Kommunalwahlen am 27. Oktober 2019 wie folgt dar:
| Partei/Koalition | Wahlergebnis 2019 (in Prozent) | Wählerstimmen | Sitze | +/-* (Gewinn/Verlust) |
| --- | ------------------------------ | ------------- | ----- | --------------------- |
| GERB | 31,70                          | 5.128         | 12    | + 3                   |
| Koalition SDS (Nationale Bewegung für Stabilität und Fortschritt, Neue Alternative, Volks-Agrarunion, Bulgarische Agrarunion und Bulgarische Demokratische Union "Radikale") | 27,49                          | 4.448         | 10    | k. A.                 |
| Bulgarische Sozialistische Partei | 20,08                          | 3.248         | 08    | + 3                   |
| Bewegung für Rechte und Freiheiten | 6,29                           | 1.018         | 02    | – 1                   |
| Lokale Ataka-Koalition (Landwirtschaftl. Gewerkschaft „Al. Staboliysky“) | 3,49                           | 565           | 01    | – 1                   |
| Lokale Koalition ВМРО – БНД (ABW und NFSB) | 2,51                           | 406           | 0     | – 1                   |
| Koalition United for Change | –                              | –             | 0     | – 9                   |
| «Hoffnung» (Reformblock, Volks-Agrarunion, BDZ) | –                              | –             | 0     | – 6                   |
| Vereinigte Volkspartei | –                              | –             | 0     | – 2                   |

* Veränderung zur Kommunalwahl 2015

### Gemeindegliederung
Der Stadtrat fungiert gleichzeitig als Gemeinderat und ist für die Kontrolle aller Bürgermeister der Gemeindeortschaften zuständig. Zur Gemeinde Widin (bulgarisch Община Тополовград Obschtina Topolowgrad) gehören außerdem die Stadt Dunawzi, sowie die folgenden Dörfer:
| - Akaziewo - Antimowo - Bela Rada - Botewo - Bukowez - Dinkowiza | - Dolni Boschnjak - Druschba - Gajtanzi - General Marinowo - Gomotarzi - Gradez | - Iwanowzi - Inowo - Kalenik - Kapitanowzi - Major Uzunowo - Nowoselzi | - Peschakowo - Plakuder - Pokrajna - Rupci - Sinagowzi - Slana Bara | - Slanotran - Zar Simeonowo - Wojniza - Watop - Schegliza |

### Städtepartnerschaften
Widin listet folgende zehn Partnerstädte auf:
| Stadt                              | Land                             | Typ                      |
| ---------------------------------- | -------------------------------- | ------------------------ |
| Calafat                            | Walachei, Rumänien               | Partnerstadt             |
| Debar                              | Nordmazedonien                   | Partnerschaft            |
| Demre                              | Antalya, Türkei                  | Partnerstadt             |
| Hódmezővásárhely                   | Südliche Große Tiefebene, Ungarn | Partnerstadt             |
| Lecco                              | Lombardei, Italien               | Partnerschaft            |
| Riwne                              | Ukraine                          | Partnerstadt (seit 2001) |
| Ulm                                | Baden-Württemberg, Deutschland   | Partnerschaft            |
| West Carrollton, Montgomery County | Ohio, Vereinigte Staaten         | Partnerstadt             |
| Zaječar                            | Serbien                          | Partnerstadt             |

## Wirtschaft und Infrastruktur
In der Stadt gibt es ein Reifenwerk, die Nähfabrik „Wida“ (Hemden) und das Pumpenwerk „Wipom“. Die Abnahme der Bevölkerung, die besonders wegen der Arbeitslosigkeit in der Region weggezogen ist, macht der Wirtschaft zu schaffen. Da nicht mehr genügend spezialisierte Arbeitskräfte hiergeblieben sind, haben Firmen, die in der Region investieren wollen, Probleme, entsprechende Arbeitskräfte zu finden.

### Widin-Messe
Die erste Landwirtschafts- und Viehzüchter-Ausstellung fand in Widin 1896 statt. Seit 1898 war es eine viertägliche Messe, die jährlich ab dem 15. August stattfand. Verkauft wurden Vieh und Waren. Ab 1935 fand die Messe 7- bis 14-täglich statt, im Jahr 1936 verlegte man sie auf den Herbst. Ab 1938 wurde während der Messezeit der Einfuhrzoll für Waren aus Rumänien und Serbien um 70 Prozent gesenkt. 1992 wurde die Messe-Widin eingestellt, 2007 jedoch wiederbelebt. Sie findet seitdem in der ersten Septemberwoche statt.

### Verkehr
Schiffsverkehr

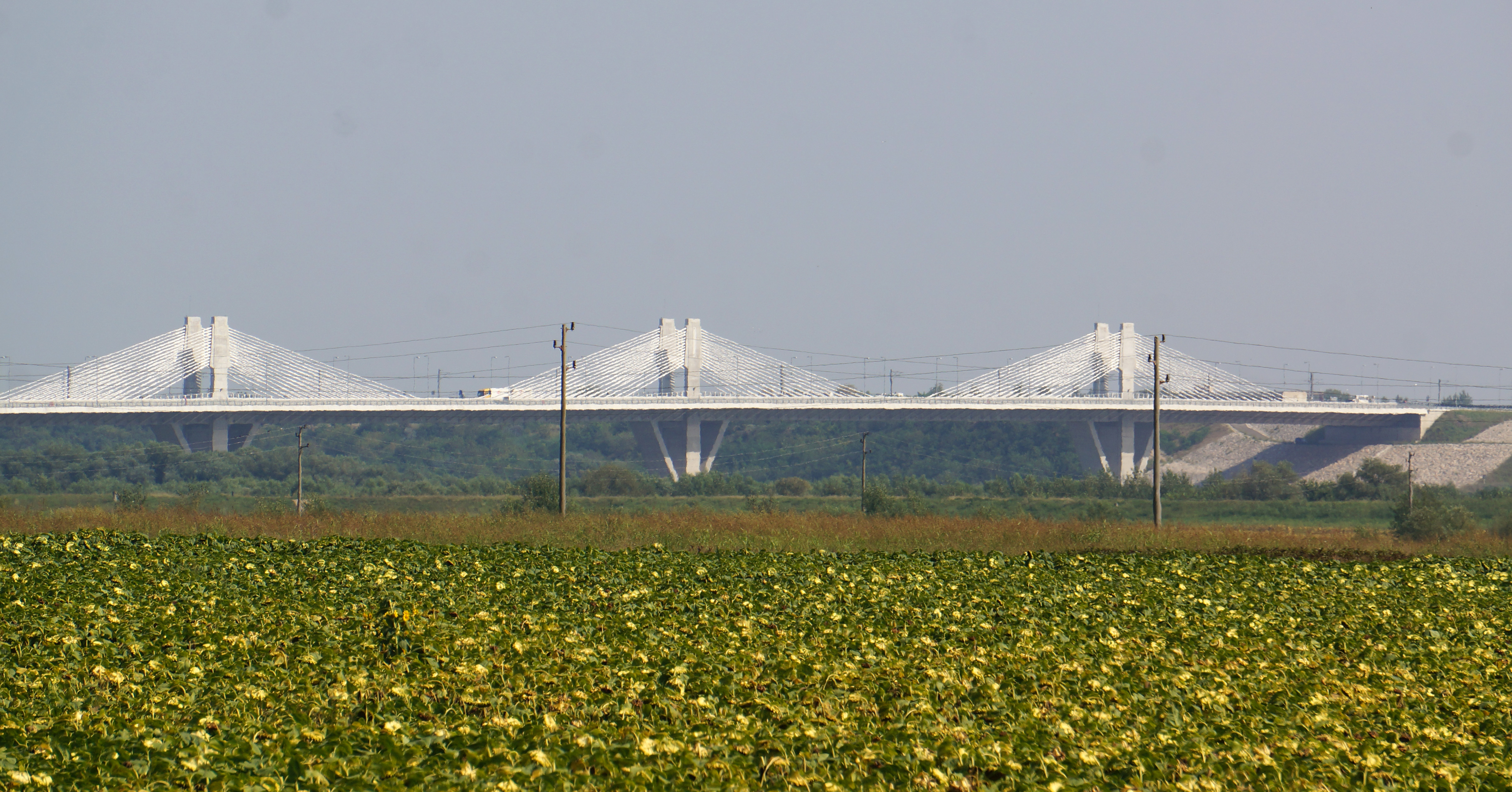
Donaubrücke 2

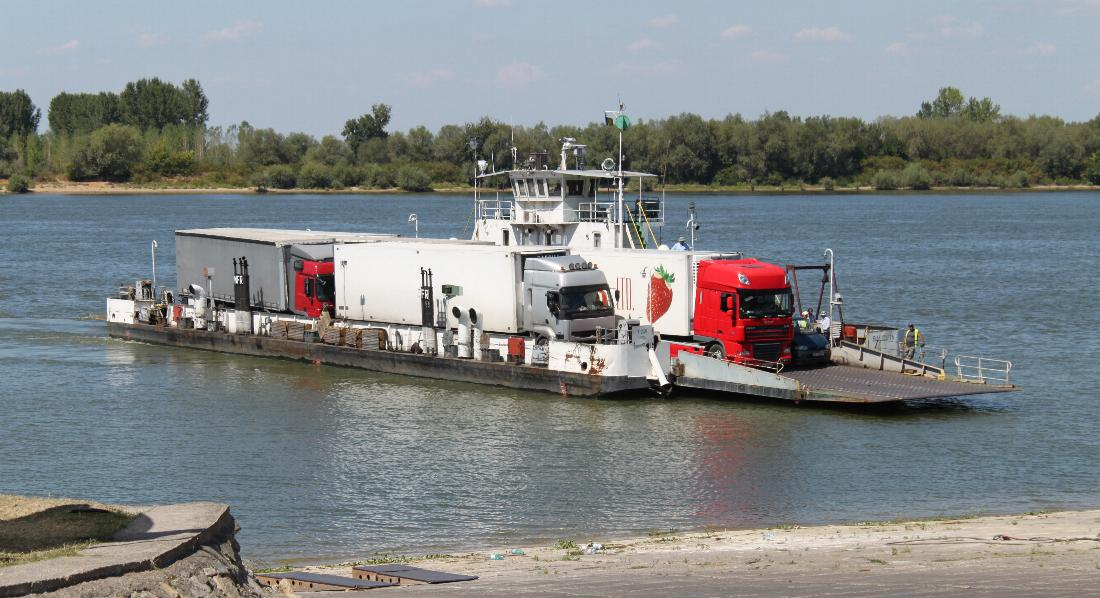
Ehemalige Donau-Fähre Widin-Calafat

Widin hat einen Bahnhof, einen großen Flusshafen und einen Ro-Ro-Hafen. Von Widin verkehren auch Katamaran-Schiffe auf der Linie Widin-Linz-Widin und Widin-Passau-Widin, mit einer Ladekapazität von 49 großen Lkw. Der Hafen von Widin liegt im Warenumschlag hinter den bulgarischen Donauhäfen von Russe, Lom und Swischtow.
Brücken und Straßen

Der Bau der Donaubrücke 2 (bulgarisch Дунав мост 2), die zwei der ärmsten Regionen der EU – Bulgarien und Rumänien – verbindet, begann 2007. Sie erhielt nach ihrer Einweihung im Juni 2013 den Namen „Neues Europa“. Mit 3.598 Meter ist sie die längste Brücke über die Donau, davon liegen 1.791 Meter direkt über dem Fluss. Die Verkehrsinfrastruktur und die Wirtschaft beiderseits der Brücke sind prinzipiell noch nicht den hohen Anforderungen gewachsen, deshalb sprechen Kritiker sogar von einer „Brücke ins Nichts“. Die EU hatte für den Bau 106 Mio. Euro bereitgestellt, 176 Mio. Euro teilten sich die angrenzenden Länder.
Im Oktober 2013 fanden Spezialisten mehr als 20 defekte Stellen. Diese wurden entdeckt, nachdem ein erstes großes Schlagloch aufgetreten war. Die Bauarbeiten waren von einer spanischen Firma ausgeführt worden, in deren Vertrag keine Regresspflicht vereinbart worden war. So werden wohl Bulgarien und Rumänien die Instandsetzung bezahlen müssen, wenn das Bauwerk weiter genutzt werden soll.
Die im zweiten Bild dargestellte Fährverbindung mit Calafat wurde nach der Eröffnung der neuen Donaubrücke eingestellt.
Eine dritte und vierte Donaubrücke an der bulgarisch-rumänischen Grenze sind in Verbindung mit den angedachten Donau-Wasserkraftwerken bei Nikopol–Turnu Măgurele und bei Silistra–Călărași geplant, die die Donau jeweils mit einem Damm aufstauen sollen.[veraltet]
Ab Mitte 2012 erfolgte ein Ausbau und die Erneuerung von Teilen der Nationalstraße I/1, die Teil der Europastraße 79 Widin–Montana–Wraza–Botewgrad–Sofia ist. In der Zukunft soll die I/1 zu einer Autobahn umgestaltet werden und die Donau über die Autobahnen A2 (bei Botewgrad), A1 (bei Sofia), A6 (bei Pernik) mit Thessaloniki an der Ägäis verbinden. Diese Strecke ist Teil des Paneuropäischen Verkehrskorridors IV. Erste Ausschreibungen für Planungen und die Bauarbeiten erfolgten im August 2011 und Ende Mai 2012.
Eisenbahn

Der Bahnhof in Widin verfügt über einen modernen Glas-Beton-Bau, die Strecke ist weitestgehend elektrifiziert. Der Ausbau der Eisenbahnlinie Widin–Sofia ist für die Periode 2014–2020 geplant und soll mit europäischen Mitteln mitfinanziert werden. Die Projektkosten werden mit über 2,5 Milliarden Euro geschätzt.[veraltet]
Flugverkehr

Der nur etwa fünf Kilometer nordwestlich vom Stadtzentrum liegende Flughafen Widin wurde nach dem Zweiten Weltkrieg errichtet und bis Ende der 1980er Jahre für den Inlandsverkehr genutzt. Seither ist er wegen Mangels an Passagieren geschlossen.
Fernradweg

Die Stadt liegt am Donauradweg, einem internationalen Fernradweg.

### Rundfunksender

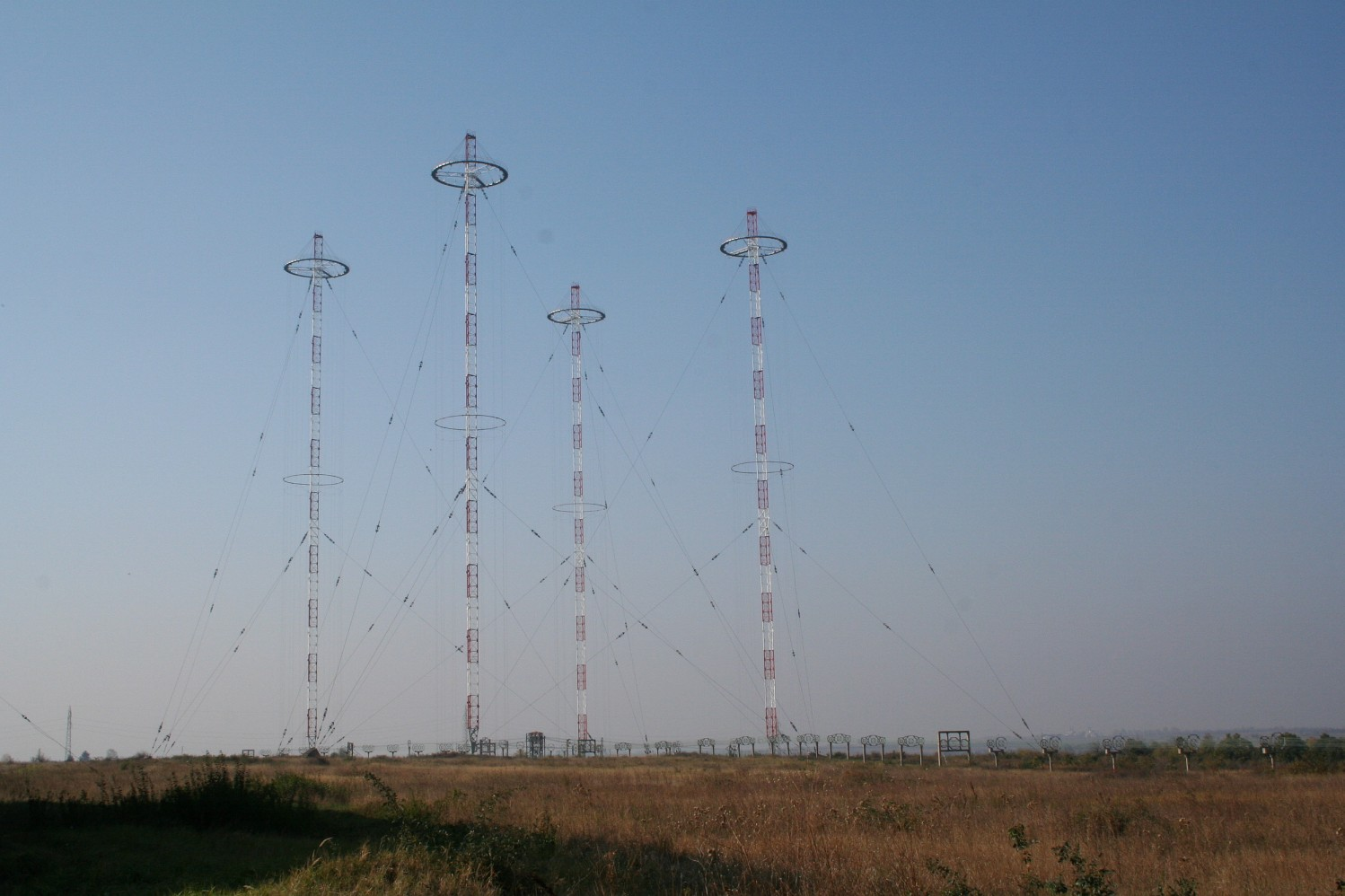
MW-Antenne Vidin (ARRT Typ)

In der Nähe von Widin befindet sich seit 1973 ein Großsender für Mittelwellenrundfunk, der auf der Frequenz 576 kHz bis zum Mai 2010 das erste Programm des bulgarischen Rundfunks, Radio Horizont, mit 400 kW Leistung ausstrahlte. Diese Mittelwellenfrequenz lief mit 500 kW Leistung über einen 1973 in Betrieb genommenen Röhrensender aus der Sowjetunion. Als Antenne fungierte dabei ein 257 Meter hoher gegen Erde isolierter abgespannter Stahlfachwerkmast mit einer zusätzlichen Reusenantenne im ARRT-Typ.
Bis April 2012 war von diesem Standort auch die Frequenz 1224 kHz in Betrieb, über die bis April 2012 das Auslandsprogramm von Radio Bulgarien verbreitet wurde, bis dieses Programm und somit die Übertragung aus Widin komplett eingestellt wurde. Als Antennenanlage dienten vier im Quadrat angeordnete, gegen Erde isolierte, abgespannte Stahlfachwerkmasten mit einer zusätzlichen Reusenantenne im ARRT-Typ.
Seit 1. April 2013 ist die Frequenz 576 kHz mit neuer, im September 2012 gelieferter 400 kW-Sendertechnik von der französischen Firma Thomson Broadcast in Betrieb. Gesendet wird Radio Horizont, das erste Programm des Bulgarischen Rundfunks.

## Kultur und Freizeit

### Theater und Kulturhäuser, Museen, Galerien

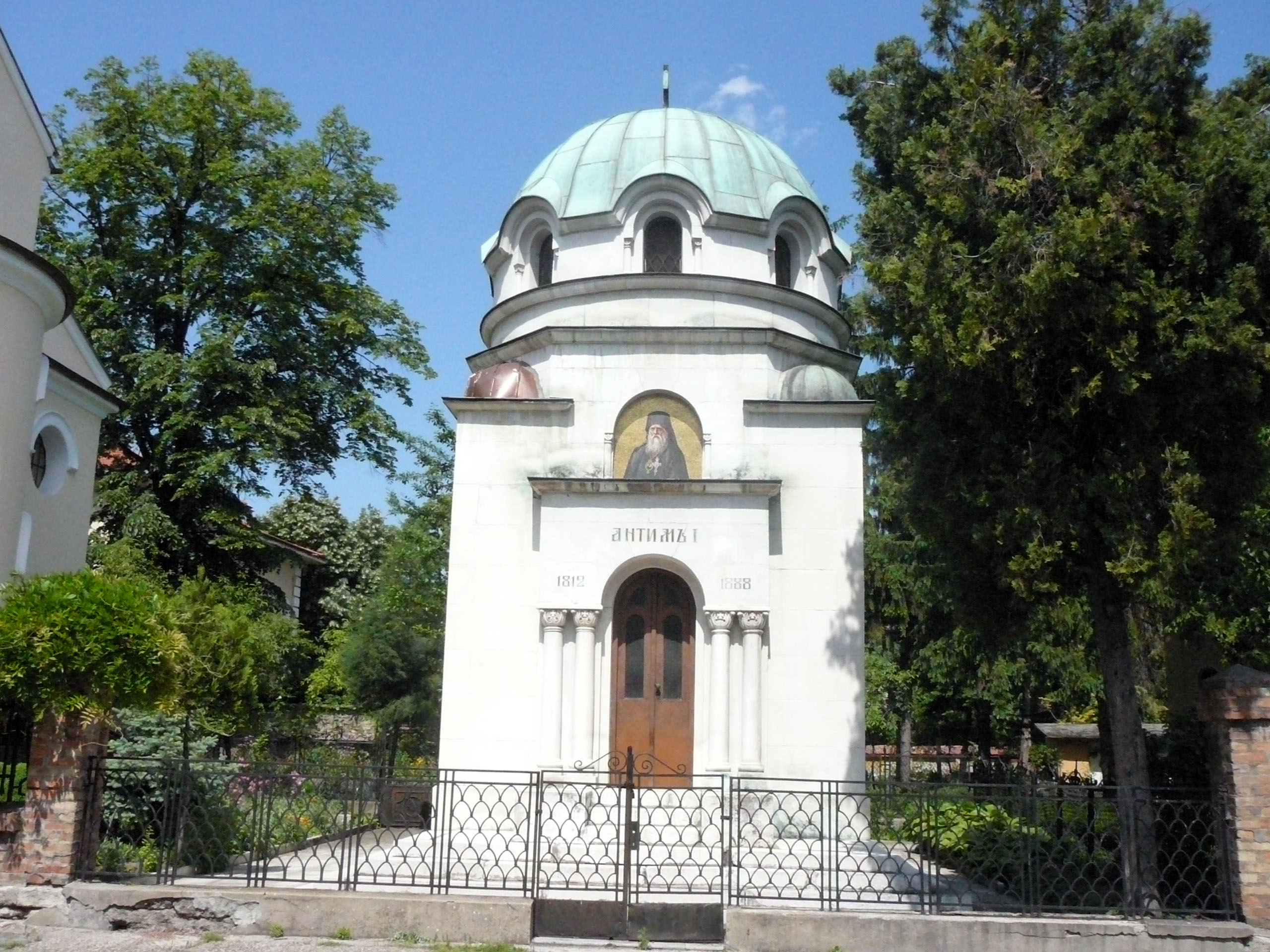
Mausoleum Anthims I.

In Widin gründete Sami Pascha 1854 aus seiner Sammlung ein Kriegs- und Waffenmuseum nach europäischem Muster. Dort wurden Hellebarden, Krummsäbel, Schwerter, Flinten, Kanonenrohre, Pistolen, Militäruniformen, österreichische und slawische Feldzeichen u. ä. ausgestellt. Bei der Befreiung Bulgariens 1878 wurde ein Teil dieser Sammlung nach Bukarest und Sinaia verbracht, ein anderer an verschiedene europäische Städte verkauft und ein dritter nach Sofia geschafft.
- Theater „Wladimir Trendafilow“
- Tschitalischte Zwjat
- Staatliches Puppentheater
- Philharmonie 7
- Städtische Kunstgalerie Nikola Petrow
- Historisches Museum von Widin (auch als „Konaka“-Museum bekannt)
- Museum Krastata Kasarma
- Mausoleum von Anthim I.
- Mausoleum-Türbe von Osman Paswantoglu

### Bibliotheken und Archive
- Regionale Bibliothek „Michalki Georgiew“
- Larp Klan Bdin
- In Widin befindet sich mit der Direktion Staatsarchiv eines der 27 regionalen Direktionen der staatlichen Agentur Archivi.

### Vereinswesen
- Ensemble für Folklorelieder und -tänze Dunaw
- Fußballverein FC Bdin Widin
- Basketballklub Vidabasket
- Volleyballklub Bdin-Vida
- Karateklub Widin
- Leichtathletikklub Atlet
- Stadion Georgi Benkowski
- Velodrom

## Bedeutende Bauwerke

### Festung und Militärbauten

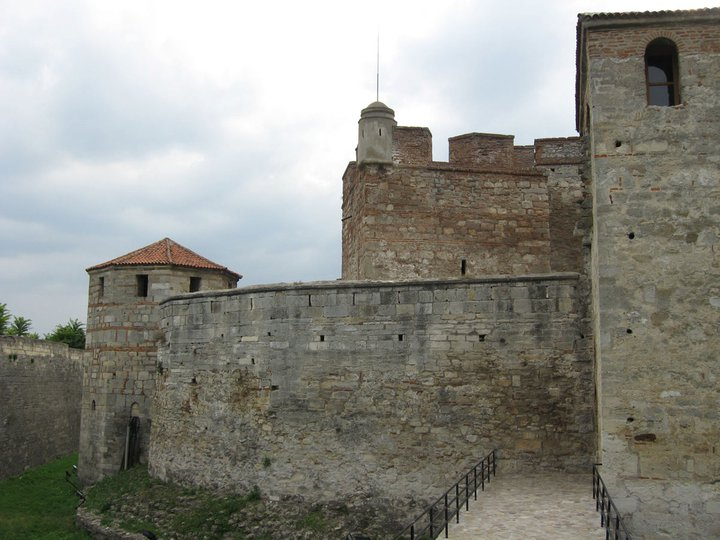
Festung Baba Wida

Die Festung Baba Vida ist die bekannteste Sehenswürdigkeit der Stadt. Sie ist die einzige vollständig erhaltene mittelalterliche Festung Bulgariens. Die Festung liegt am Ufer der Donau und wird durch einen Wassergraben geschützt. Die ersten Bauten errichteten die Römer an dieser Stelle. Es handelte sich um einen Beobachtungsturm am Standort einer kleinen römischen Garnison, um den sich dann allmählich die Festung entwickelte. Sie diente im Mittelalter den lokalen Herrschern als Burg. Die Festung Baba Vida gehört zu den 100 nationalen touristischen Objekten Bulgariens.
Als wichtiges militärisches und administratives Zentrum und als Hauptstadt des Königreiches von Widin wuchs die Stadt um die Burg Baba Vida. Auch später war eine Befestigung zur Verteidigung der Stadt nötig, so dass weitere Bauwerke hinzu kamen:
- die Festungsmauern und ein Wassergraben, der die Stadt zur Donau und zum Festland hin schützt;
- 13 Stadttore, von denen 6 an der Donau liegen. Diese Tore werden noch traditionell mit dem türkischen Wort „Kapii“ bezeichnet.

Bei der Belagerung der Stadt während des Serbisch-Bulgarischen Krieges (1885) befahl Hauptmann Atanas Usunow, der Befehlshaber der Nordfront, Wasser aus der Donau in die Stadtgräben zu lassen. So wurde die ganze Umgebung der Stadt unter Wasser gesetzt, und die Stadt stand wie auf einer Insel. Obwohl die Belagerer weit in der Überzahl waren, erlitten sie eine Niederlage.
Erhalten geblieben sind von der Stadtfestung die meisten Stadttore sowie der nördliche Teil des Wassergrabens und ein kleiner Teil der Mauern.
Der südliche Teil des Wassergrabens wurde zugeschüttet. Hier entstand ein kleiner Stadtpark (Park auf dem Graben, bulgarisch Градината над рова), der die Altstadt (genannt Stadtviertel Kaleto – das türkische Wort für Festung) und die neueren Stadtteile miteinander verbindet. Am bekanntesten ist das steinerne Istanbuler Stadttor (bulgarisch Стамбул капия Stambul Kapija), das Haupttor der Festung von Widin.
Zu den weiteren Sehenswürdigkeiten in und um Widin zählt die Krastata Kasarma (Kreuzkaserne).

### Sakrale Bauten

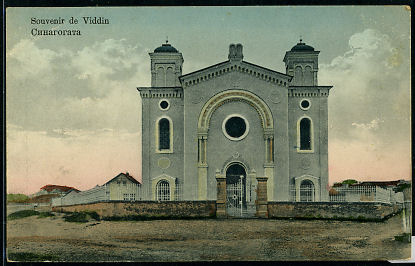
Synagoge von Widin um 1900

In der Stadt sind bulgarisch-orthodoxe, christliche sowie jüdische und türkische Gotteshäuser erhalten:
- die Kathedrale Sweti Dimitar – die zweitgrößte Kathedrale Bulgariens nach der Alexander-Newski-Kathedrale in Sofia
- die Osman Paswantoglu Moschee (bulgarisch Осман Пазвантоглу джамия)
- Ruine der Synagoge von 1894
- die 1634 errichtete Kirche Sweti Pantalejmon
- die 1627 errichtete Kirche Sweta Petka.

### In der Umgebung
Außerhalb der Stadt liegen:
- Orljaka, am Donauufer, 4 km nordwestlich der Stadt. Dort befindet sich auch der Campingplatz „Dunaw“. In unmittelbarer Nähe ist der Fähranleger der Fährverbindung Widin-Calafat.
- Boschuriza (bulgarisch Божурица), ein Wald 18 km südwestlich der Stadt. In Nordostbulgarien ist er der einzige Wald aus hochstämmigen Eichen, gelegen zwischen den Dörfern Sinagowzi, Iwanowzi und Miltschina Laka. Dort gibt es auch einen kleinen Stausee, Betriebserholungsheime mit Unterkünften für 600 Personen und die Berghütte Boschuriza (bulgarisch хижа Божурица).[13]

### Söhne und Töchter der Stadt
- Osman Pazvantoğlu (1758–1807), osmanischer Regionalherrscher; Janitschare und Pascha von Widin
- Ilija Zanow (1835–1901), Politiker
- Stefan Mladenow (1880–1963), Sprachwissenschaftler
- Jules Pascin (1885–1930), Maler des Expressionismus
- Christo Michailow (1893–1944), Politiker
- Pantelej Sarew (1911–1997), Literaturwissenschaftler
- Dora Bratschkowa (* 1957), Violinistin
- Borislawa Iwanowa (* 1966), Kanutin
- Daniel Borimirow (* 1970), Fußballspieler